# Mount Stinear
Mount Stinear är ett berg i Antarktis. Det ligger i Östantarktis. Australien gör anspråk på området. Toppen på Mount Stinear är 1 725 meter över havet.
Terrängen runt Mount Stinear är varierad. Mount Stinear är den högsta punkten i trakten. Trakten är obefolkad. Det finns inga samhällen i närheten. 